# 別居婚
別居婚（べっきょこん）は、夫婦が婚姻状態を保ちながら別居すること。2020年代以降の日本において夫婦生活の新たな選択肢として提唱されている婚姻の形態の一つである。ただし夫婦仲が悪化したことによる別居や、夫婦の一方が仕事などの都合により単身赴任となる場合は含まない。

## 概要
元は同居していたものの仲が悪くなるなどで別に暮らすようになるという形ではなく、最初から別に暮らすことで互いの生活や価値観を尊重しつつ、より良い生活スタイルを求めるといった前向きな理由から行われている。週末のみどちらかの家に行って共に暮らすという夫婦の形の別居婚もある。このような夫婦の形も法律上は婚姻関係にあり、多様なライフスタイルの一つとして選ばれている。

### メリット
別居婚を行うことでのメリットとしては、自分の仕事や趣味の時間を自由に取れるということがある。結婚後も自分の好きなことに専念できるため、このことで心に余裕ができて円満な夫婦生活が築けるようになる。一緒に暮らしていることで相手への気持ちが薄れて飽きていくということにもならない。離れて暮らしているからこそ交際しているときと同じ距離感で恋人同士であるような新鮮な気持ちを維持し続けられる。

### デメリット
別居婚でのデメリットもあり、あげられるのは生活費が高くなるということがある。別居婚ならば家賃や生活費が同居よりも高くなり2倍になるということもある。他には別居婚ならば浮気のリスクがある。浮気をする場合にでも同居での場合よりも知られにくいために魔が刺してしまうという場合もある。実際はそうであると分からなくても相手が浮気をしていないか不安になるという場合もある。

### 法的問題
民法752条では、夫婦には同居義務というのが定められている。このため別居婚をするということはこの同居義務を果たさないということになる。だが夫婦の双方の希望により敢えて別居をしているという場合には正当な理由があるということになり違法ではないということになる。こうならば別居婚は違法にはならない。だがこの同居義務というのは他の法律などによって他の形にすることはできないという強行規定であるため、別居婚という形で結婚していたものの、夫婦の片方の気が変わり同居をしたいと思うようになり同居を求めたならば、このことに対しては拒否をすることができずに同居義務に基づいて同居をすることになるということである。

### 住民票
別居婚を行う場合には、夫婦のそれぞれがそれぞれの住む場所で住民登録をすることになる。結婚後にも同じ場所に住むならば住民登録については何もしない。だが別居婚ではあるものの住民表上では同居をしているということにする場合もある。この場合には行政手続を行う際に便利になるというメリットがある。大学入学や単身赴任から一人暮らしをすることになったものの住民票上では同居をしていることにしているのと同じ方法である。

### 出生届
子供が生まれた場合には母親の居住地で母子手帳や予防接種券などが発行されるため、出生届は母親の居住地で行うことになる。それからの行政サービスは、母親の居住地であり出生届が提出された自治体で受けることとなる。